# Eventyret om borgen bag tågen
Eventyret om borgen bag tågen er en dansk dukkefilm for børn fra 1992, der er instrueret af Jesper Østergaard efter manuskript af Cecilie Olrik.

## Handling
I den lille by er alle bange for den onde troldmand, der skræmmer befolkningen fra vid og sans. Kongen går med til, at den, der slår troldmanden ihjel, kan få prinsessen og det halve rige. En kæk knægt tager fat på opgaven og drager til borgen bag tågen. Men ikke alt går som beregnet.